# Horská Kvilda
Horská Kvilda é uma comuna checa localizada na região de Plzeň, distrito de Klatovy.